# Daniel Buda
Daniel Buda (n. 11 ianuarie 1970, Românași, România) este un politician român. A fost ales  deputat de Cluj pe listele Partidului Democrat (PD) în 2004 și a activat în Parlamentul român până în 2013. Din 2024, partidul său l-a pus pe lista candidaților la alegerile europarlamentare și a fost ales în fiecare legislatură europeană începând cu 2014.

## Studii și specializări
În anul 2006 a obținut titlul de Doctor în Filosofie al Universității Babeș-Bolyai cu teza Raporturile parlamentului cu principalele instituții ale statului. 
În perioada 2001-2005 a efectuat stagii de perfecționare în S.U.A., după cum urmează: un stagiu de perfecționare pe probleme de administrație publică la Michigan State University în anul 2005, un stagiu de perfecționare pe probleme de administrație publică tot la Michigan State University în anul 2001 și un stagiu de perfecționare pe probleme de administrație publică la University of Albany, New York în anul 2000
Este absolvent al Facultății de Drept, Universitatea Babes Bolyai (2007) și al Facultății de Zootehnie din cadrul Universității de Științe Agricole și Medicină Veterinară, Cluj (1994).

## Activitatea profesională
Din 2007 până în prezent activează ca notar public. 
De asemenea, din anul 2005 este și lector universitar Facultatea de Științe Politice Administrative și ale Comunicării, Universitatea Babeș Bolyai, Cluj Napoca, iar în perioada 1998-2004 a fost asistent universitar la aceeași facultate. 
În perioada 1998–2007 a fost avocat în cadrul Baroului de avocați Cluj iar în perioada 1995-1997-inspector în cadrul Direcției de protocol, secretariat, relații externe, mass-media la Primăria Municipiului Cluj-Napoca.

## Cariera politică și activitatea parlamentară

### Deputat

#### 2008-2013
A fost ales Deputat în Parlamentul României în cirsumscripția electorală nr. 13-Cluj, colegiul uninominal nr. 2-Cluj Napoca. 
Din anul 2008 ocupă funcțiile de președinte al Comisiei juridice, de disciplină și imunități, președinte al Comisiei Comune a Camerei Deputaților și Senatului pentru eleborarea propunerii legislative de revizuire a Constituției României, și președinte al Comisiei speciale comune pentru dezbaterea în fond, în procedura de urgență, a Codului penal, a Codului de procedură penală, a Codului civil și a Codului de procedură civilă, comisie unde îndeplinește și funcția de președinte al Subcomisiei de Cod civil și Cod de procedură civilă.
De asemenea este membru al Comisiei speciale pentru analizarea crizei intervenite în funcționarea justiției și a fost vicelider al grupului Parlamentar P.D.L. până în februarie 2009.
În ultima legislatură a avut 150 de luări de cuvânt în 117 ședințe, 93 de declarații politice, 4 luări de cuvânt în Biroul Permanent al Camerei, 65 de propuneri legislative inițiate, 433 de întrebări și interpelări și 3 moțiuni.

#### 2004–2008
A fost ales Deputat în Parlamentul României în circumscripția electorală nr. 13 Cluj pe listele Alianței D.A. (P.D.-P.N.L).
În legislatura 2004-2008 a fost membru al Comisiei juridice de disciplină și imunități, secretar al Comisiei pentru Regulament și vicelider al Grupului Parlamentar P.D.L. (din decembrie 2007).
În calitatea sa de deputat a avut 84 de luări de cuvânt (în 61 de ședințe), 33 de declarații politice, 1 luare de cuvânt în Biroul Permanent al Camerei, 75 de propuneri legislative inițiate, 92 de întrebări și interpelări, 6 moțiuni și a fost membru în 3 comisii de  mediere.

### Președinte PDL Cluj
Este membru al Partidului Democrat (ulterior Partidul Democrat Liberal, în prezent Alianța România Dreaptă) din anul 1998.
Între anii 200-2005 a ocupat funcția de vicepreședinte al P.D. Cluj.
Din iulie 2006 până în prezent deține funcția de Președinte a Partidului Democrat Liberal filiala Cluj, precedată de o perioadă de asigurare a interimatului funcției de președinte (2005-2006).

### Alte funcții politice
În perioada iunie–decembrie 2004 a deținut funcția de consilier în cadrul Consiliului Local al municipiului Cluj-Napoca.

## Publicații
A publicat articole în Revista Transilvană de Științe Administrative  printre cele mai importante fiind și:
- Infracțiunile de serviciu sau în legătură cu serviciul,
- Traficul de influență și darea de mită – infracțiuni cu o frecvență ridicată în administrația publică,
- Politica penală și politica socială – perspective și realități în România și SUA,
- România – model semiprezidențial,
- Adunarea parlamentară a Consiliului Europei,
- Consiliul Europei – organizație interguvernamentală și interparlamentară,
- Statutul Curții penale internaționale, imunitatea șefilor de stat și de guvern,
- Instituțiile Uniunii Europene. Prezentare generală.